# 58 heures d'angoisse
Pour plus de détails, voir Fiche technique et Distribution.
58 heures d'angoisse (Everybody's Baby: The Rescue of Jessica McClure) est un téléfilm américain diffusé en 1989 et réalisé par Mel Damski.

## Synopsis
Midland, une petite ville tranquille du Texas. Mme McClure, une nourrice, garde, en plus de sa fille Jessica, plusieurs jeunes enfants qu'elle laisse jouer dans le jardin de son pavillon.
Après avoir dû répondre à un coup de téléphone, la jeune femme découvre avec horreur que Jessica, qui est âgée de 18 mois, a disparu.
Paniquée, la nourrice entend bientôt les pleurs de l'enfant : la fillette est tombée dans un puits désaffecté.

## Fiche technique
- Titre français : 58 heures d'angoisse
- Réalisation : Mel Damski
- Pays d'origine :  États-Unis
- Langue originale : anglais
- Format : couleur - 1,33:1 - son Mono
- Durée : 100 minutes
- Dates de première diffusion :
  - USA : 21 mai 1989
  - France : 15 février 1998 sur M6
- Public : interdit aux moins de 10 ans

## Distribution
- Beau Bridges : Chef de Police Richard Czech
- Pat Hingle :  Chef des pompiers James Roberts
- Roxana Zal :  Cissy Mcclure
- Will Oldham : Chip Mcclure
- Whip Hubley : Robert O'Donnell